# Splitski auto klub
Splitski auto klub, hrvatski automobilistički klub iz Splita.  Na stazi na Malačkoj organizira međunarodnu utrku brdskog automobilizma Nagradu Malačke - Sv. Dujam. Uspješni vozač iz ovog kluba je Filip Magdić. 